# Adipurush
Pour plus de détails, voir Fiche technique et Distribution.
Adipurush (trad. Premier Homme) est un film mythologique indien basé sur l'épopée sanskrite Ramayana  rédigée par l'auteur Vâlmîki.
Le film est écrit et réalisé par Om Raut et produit par T-Series et Retrophiles. Tourné simultanément en langues hindi et en télougou, le film met en vedette Prabhas, Kriti Sanon et Saif Ali Khan (dans ses débuts en télougou), ainsi que Sunny Singh et Vatsal Sheth dans des rôles clés.
Adipurush a été annoncé en août 2020 par le biais d'une affiche officielle. Le tournage s'est déroulé principalement à Bombay entre février 2021 et novembre 2021, suivi de travaux de post-production. La musique du film est composée par Ajay–Atul.
Budgétisé à plus de ₹600 crore (75 millions de dollars américains), c'est l'un des films indiens les plus chers jamais réalisés.
Il sera présenté en avant-première mondiale au Tribeca Film Festival de New-York dans la section Escape From Tribeca le 13 juin 2023. Une large diffusion en salles suivra trois jours plus tard.

## Synopsis
Raghava est le prince légendaire d'Ayodhya, dans le royaume de Kosala. Il entre dans un exil de 14 ans dans la forêt, qui a été poussé par son père le roi Dasharatha à la demande de la belle-mère de Raghava, Kaikeyi. Raghava voyage à travers les forêts du sous-continent indien avec sa femme Janaki et son frère Shesh. Cependant, un jour, Janaki est kidnappée et emmenée par Lankesh - le roi de Lanka, ce qui a entraîné une guerre menant à la mort de Lankesh et au retour éventuel de Raghava à Ayodhya où Raghava est couronné roi avec jubilation et célébration.

## Casting
On compte au casting plusieurs acteurs indiens reconnus :
- Prabhas : Raghava (Rāma)
- Kriti Sanon : Janaki (Sita)
- Saif Ali Khan : Lankesh (Ravana)
- Sunny Singh : Shesh (Lakshman)
- Devdatta Nage : Bajrang[4] (Hanuman)
- Vatsal Sheth[5] : Indrajeet
- Sonal Chauhan[6]
- Trupti Toradmal[7]

## Production

### Développement
Adipurush, adaptation cinématographique de l'épopée hindoue Ramayana, est annoncé le 18 août 2020, via une affiche promotionnelle. Prabhas y tient le rôle principal du roi Rāma sous la direction du réalisateur Om Raut qui a précédemment dirigé le film d'action d'époque Tanhaji (2020).
Om Raut révèle avoir été fasciné par le film japonais datant de 1992 Ramayana : La légende du prince Rama et a par la suite décidé d'en faire l'adaptation en un film utilisant les technologies modernes. Le scénario est rédigé lors du confinement indien de la pandémie de COVID-19. Om Raut confie n'avoir imaginé personne d'autre que Prabhas pour tenir le rôle principal et que le film n'aurait sûrement pas vu le jour sans l'acteur. Prabhas a immédiatement aimé le script et la société de production T-Series s'est liée au projet.
Adipurush est l'un des films indiens les plus chers jamais réalisés, avec un budget de ₹600 crore (75 millions de dollars américains). On estime qu'un montant de ₹350 crore a été dépensé en effets visuels. Il a été tourné en 3D et simultanément en langues hindi et télougou.

### Casting
En septembre 2020, l'équipe du film révèle que Prabhas incarnera le roi Rāma. Le nom du personnage a ensuite été annoncé comme étant Raghava, nom alternatif de Rama signifiant « descendant de la dynastie Raghu ».
Saif Ali Khan, qui avait déjà travaillé avec Om Raut comme antagoniste dans son film Tanhaji, a signé pour jouer le rôle du maléfique Ravana (sous le nom de Lankesh).
Après des rumeurs selon lesquelles Anushka Shetty, Anushka Sharma, Kiara Advani et Keerthy Suresh auraient été approchées pour le rôle de Sita, il a été rapporté en novembre 2020 que Kriti Sanon avait été choisie pour le rôle, ce qui a été confirmé par l'équipe du film quatre mois plus tard, en mars 2021.
Sunny Singh a rejoint les plateaux en février 2021 et tient le rôle du jeune frère de Rāma, Lakshmana.

### Tournage
Le tournage à capture de mouvement d'Adipurush commence le 19 janvier 2021.
Son lancement officiel et le début du tournage des acteurs ont eu lieu le 2 février 2021 à Bombay, en Inde.
Le même jour, un grave incendie causé par un court-circuit se déclare sur le plateau de tournage, heureusement sans faire de victime. Certains plateaux de tournage ont dû être reconstruits à l'identique à la suite de l'incident.
En octobre 2021, Saif Ali Khan et Kriti Sanon terminent leur part de tournage. Celui-ci prend officiellement fin le 10 novembre 2021 après seulement 103 jours de travail,.

## Musique
La musique du film est composée par Ajay-Atul.

Le premier single intitulé Jai Shri Ram est sorti le 6 avril 2023 à l'occasion de la fête indienne Hanuman Jayanti célébrant la naissance du dieu-singe. Les critiques à son sujet sont très bonnes.
| No | Titre        | Chanteurs | Durée |
| -- | ------------ | --- | ----- |
| 1. | Jai Shri Ram | Umesh Joshi, Swapnil Godbole, Janardan Dhatrak, Vivek Naik, Santosh Bote, Devendra Chitnis, Yash Kulkarni, Mangesh Shirke, Anil Bhilare, Gaurav Dandekar, Siddhant Karawde, Rishikesh Patil, Ameya Paranjape, Vidit Patankar, Yashad Ghanekar, Prasad Manjrekar, Gwen Dias, Shazneen Arethna, Crystal Sequeira, Marianne D’Cruz Aiman | 1:06  |

## Promotion
Le teaser du film sort le 2 octobre 2022 à l'occasion de la fête indienne Gandhi Jayanti et dure moins de 2 minutes.
Il reçoit de vives critiques pour ses effets spéciaux numériques et le look des personnages, ce qui poussera l'équipe du film à modifier le film et à en décaler sa sortie de quelques mois.
La bande-annonce officielle est projetée en 3D dans certains cinémas indiens le 8 mai 2023, notamment à Hyderabad, en présence d'Om Raut, Prabhas, Kriti Sanon et d'autres acteurs et membres de l'équipe du film ainsi que de quelques fans sélectionnés. La vidéo de 3:19 minutes est ensuite diffusée sur YouTube le 9 mai 2023 et reçoit de très bonnes critiques. En seulement 24 heures, la bande-annonce est vue plus de 70 millions de fois et est tendance numéro un sur la plateforme indienne. Le même jour, l'équipe du film se retrouve à Bombay pour le lancement officiel diffusé en live sur YouTube.

## Sortie
Adipurush sortira en salles le 16 juin 2023 en hindi et en télougou, ainsi que des versions doublées en tamoul, kannada et malayalam.
La première date de sortie annoncée au 11 août 2022 avait été reportée en raison de la sortie du film Laal Singh Chaddha. Le film a ensuite de nouveau été reporté au 16 juin 2023 pour éviter une sortie simultanée avec les films Veera Simha Reddy et Waltair Veerayya, mais aussi pour retravailler les effets visuels, en raison du contrecoup sévère après la sortie du teaser.
Le film aurait dû être présenté en avant-première mondiale au Festival du film de Tribeca dans la section Escape From Tribeca à New-York le 13 juin 2023 mais la projection a finalement été annulée. Le film devait être projeté au Festival du Film les 15 et 17 juin, mais sa première mondiale, trois jours avant sa sortie mondiale, est annulée.